# أرباتان
أرباتان هي قرية في مقاطعة مرند، إيران. عدد سكان هذه القرية هو 1,582 في سنة 2006.